# هورنباخ
شهر هورنباخدر ایالت راینلند-فالتز در کشور آلمان واقع شده‌است.

## نگارخانه

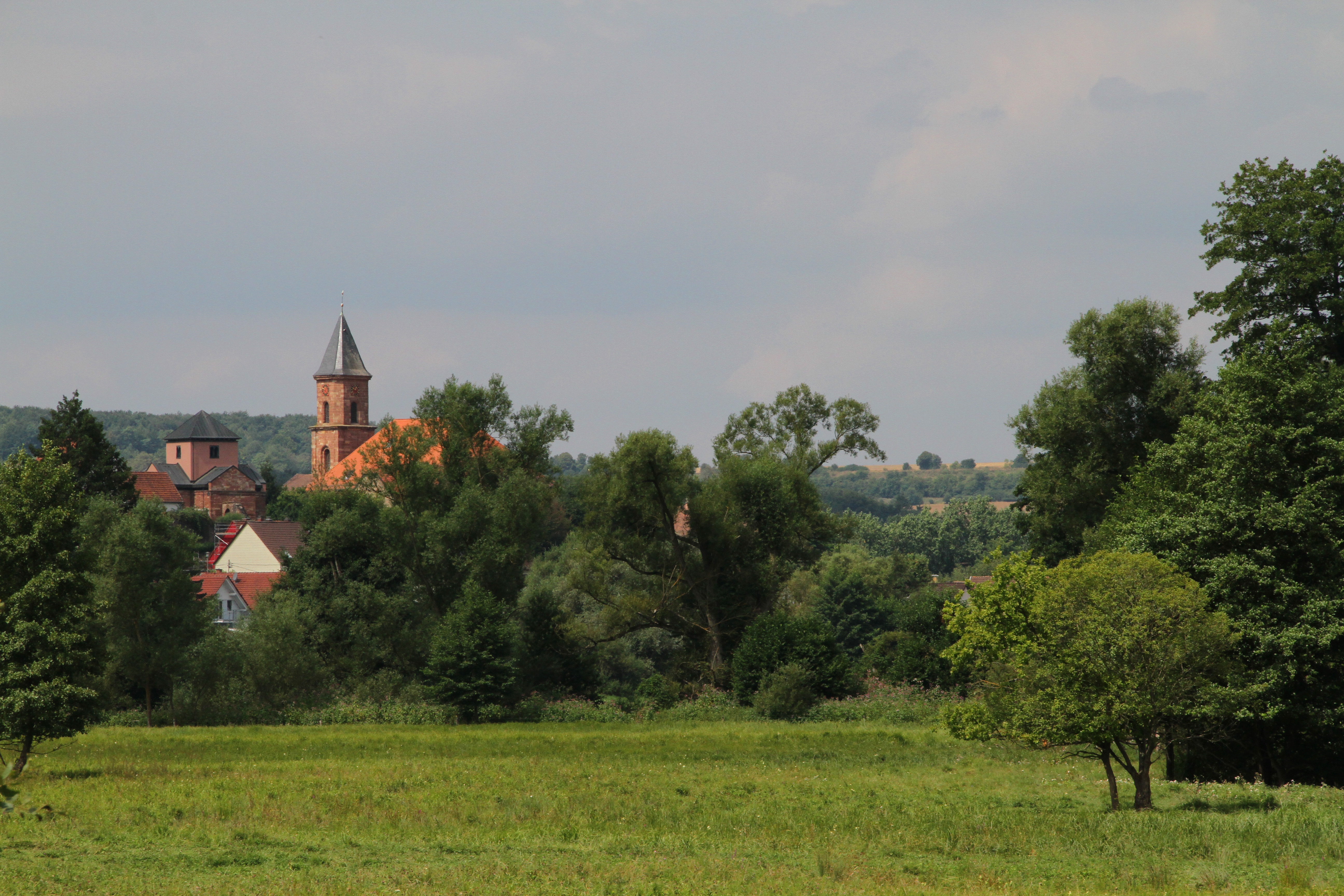
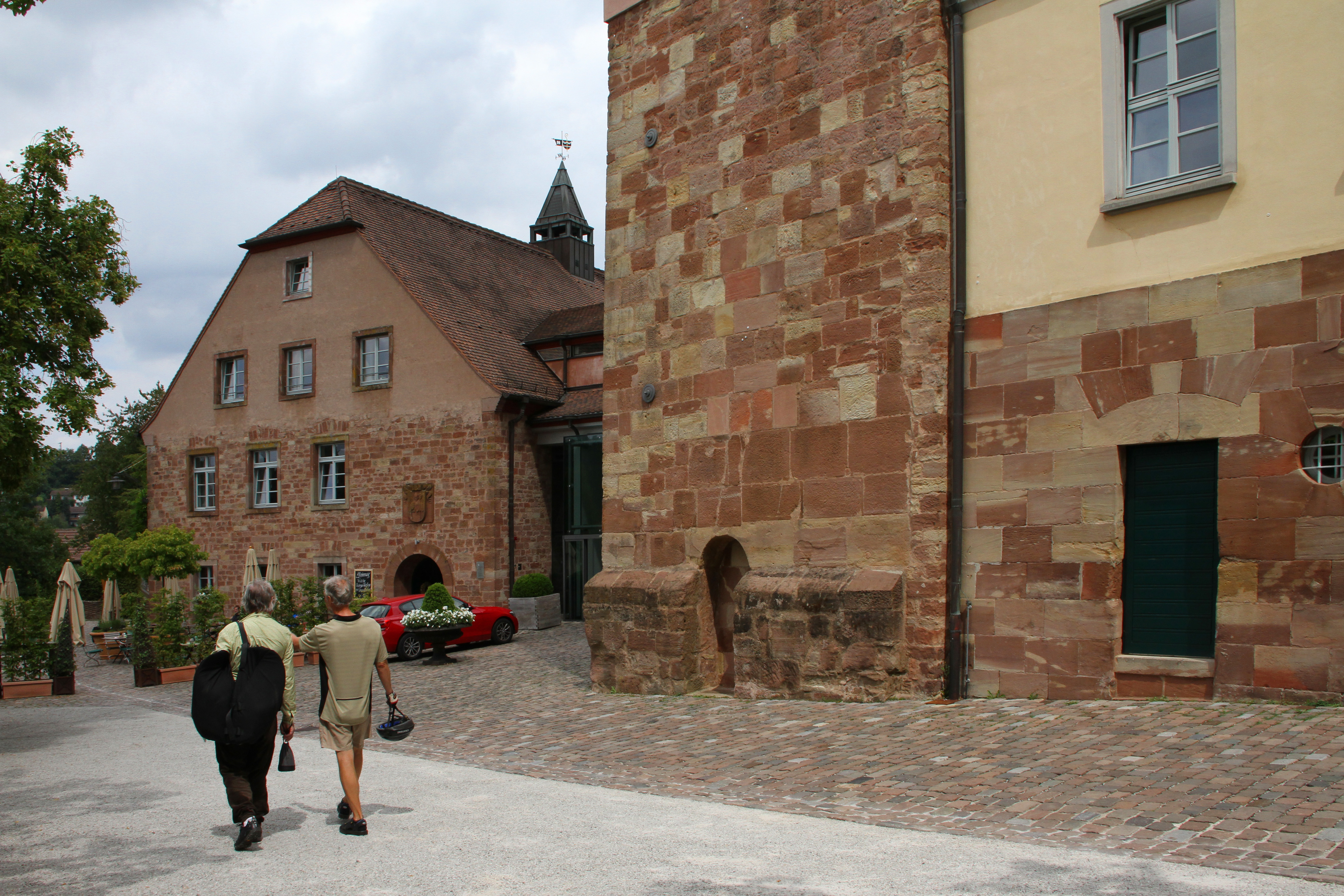
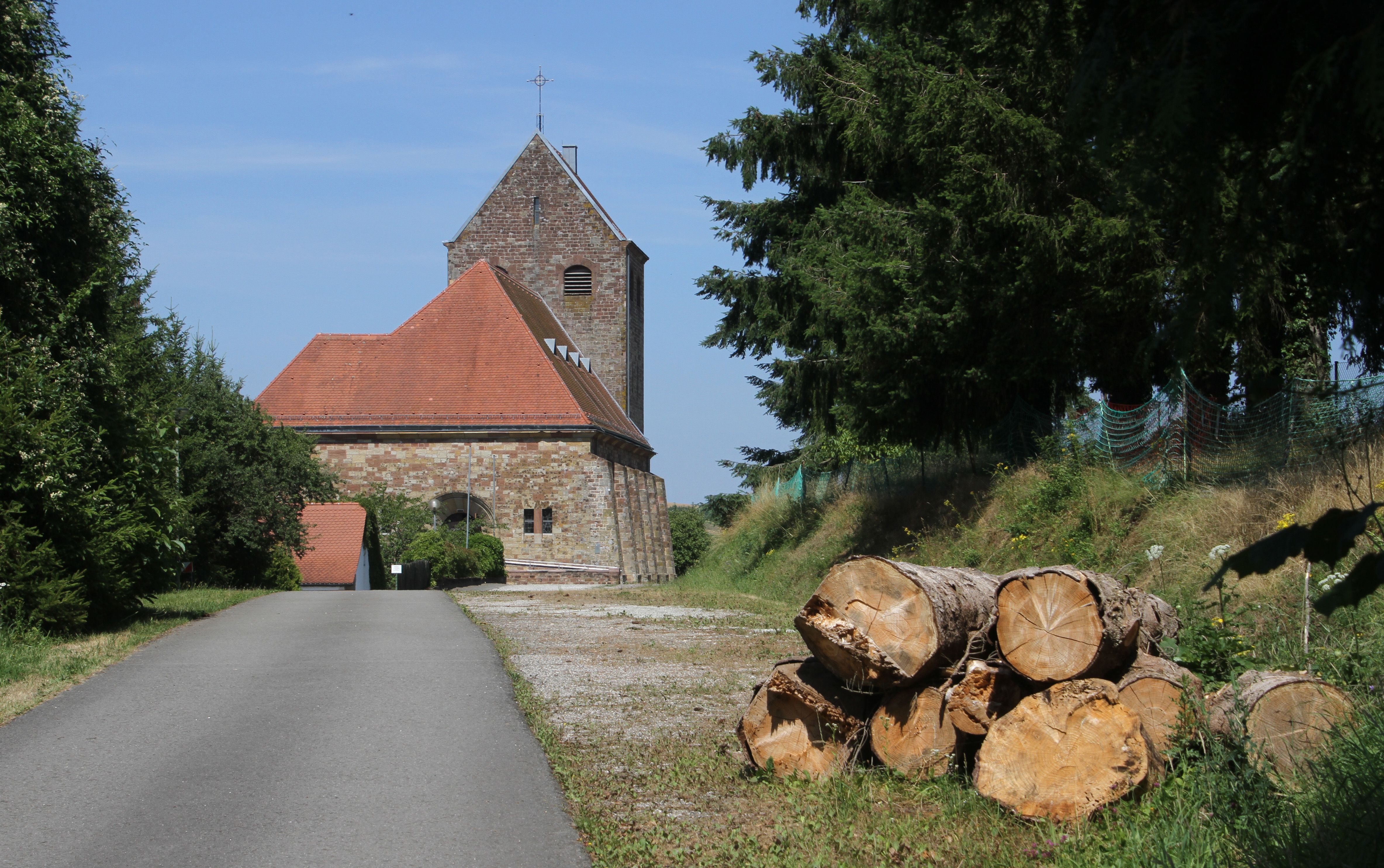
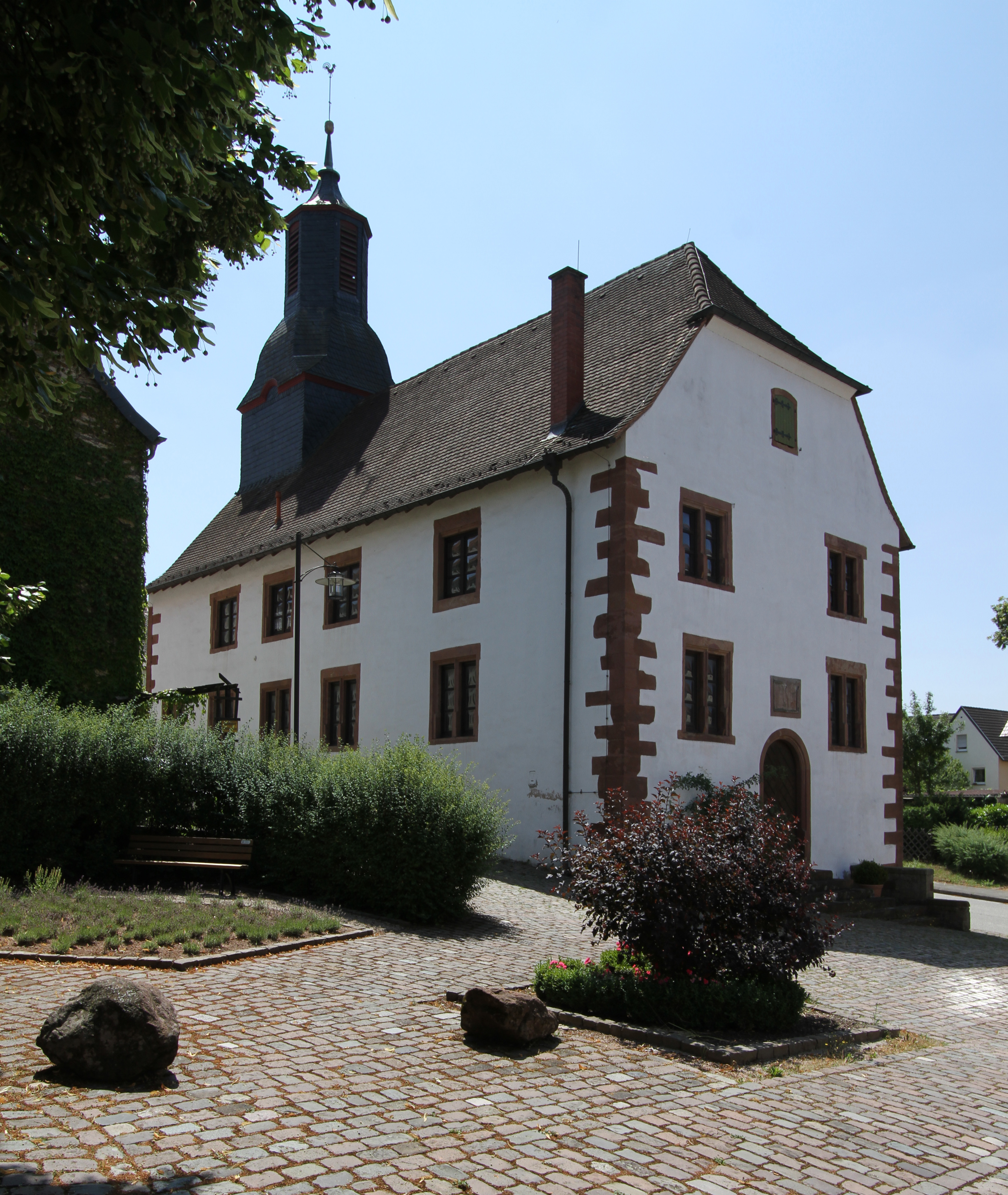